# Suertes

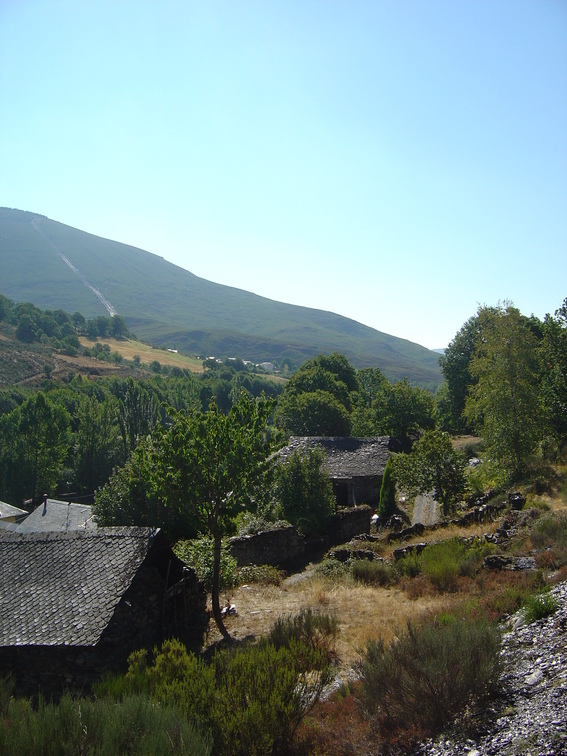
Paisaje desde Suertes de Ancares.

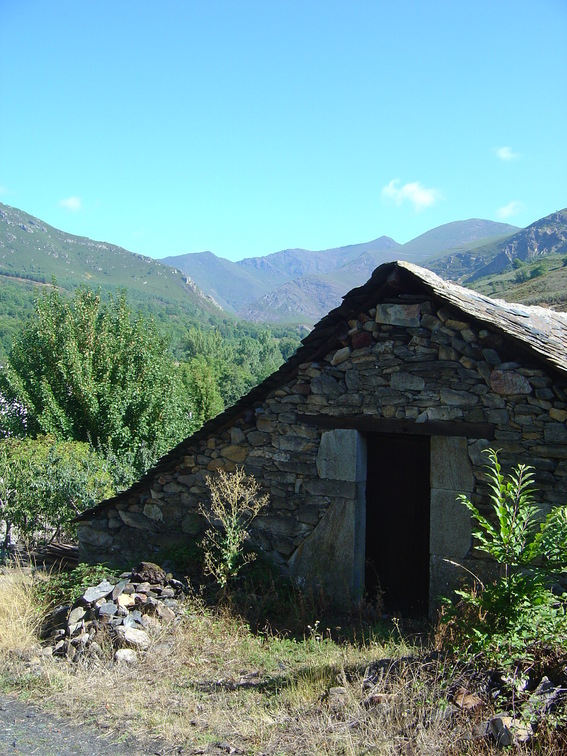
Era de trilla en Suertes de Ancares.

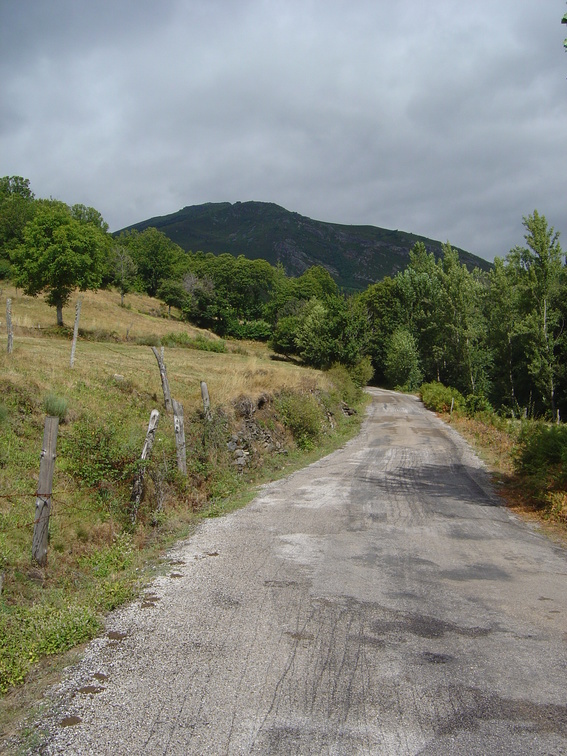
Carretera de acceso a Suertes de Ancares.

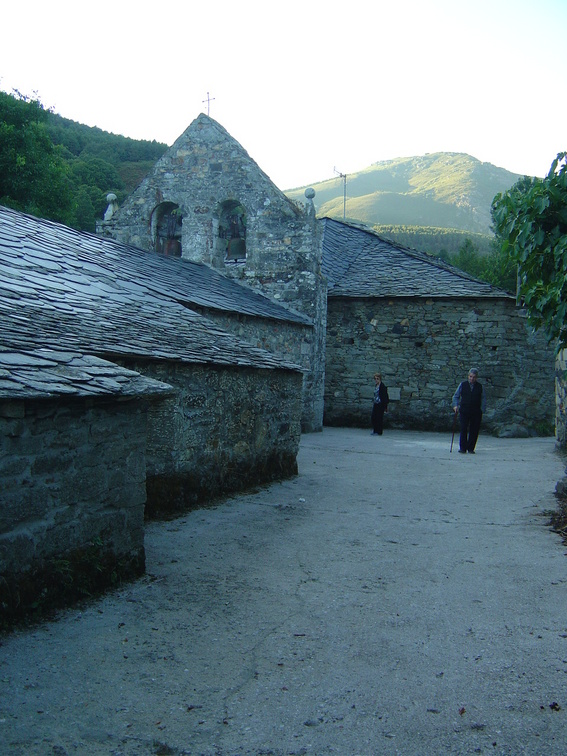
Iglesia en Suertes de Ancares.

Suertes de Ancares (Sortes en el habla galaico-ancaresa local) es un pueblo perteneciente al municipio de Valle de Ancares, situado en la comarca de El Bierzo, provincia de León, comunidad autónoma de Castilla y León, España.
El pueblo recibe su nombre del río Suertes, en cuya ribera se levanta el pueblo de Suertes. La principal actividad económica del pueblo es la agricultura de subsistencia y la ganadería. Muchos habitantes de Suertes así como de los demás pueblos del valle de los Ancares trabajan en la minería en la cercana villa de Fabero, pero la crisis de este sector empeoró la situación económica de Suertes y del resto de la Comarca. Buena parte de sus habitantes han emigrado principalmente a Barcelona y Francia, pero también a Ponferrada. La hostelería local no está desarrollada en el pueblo y además ha sufrido una regresión. De hecho, el hostal y los dos bares que existían, están cerrados.

## Patrimonio
Una fecha clave en la historia del pueblo es el año 1965, cuando la parte alta del pueblo sufrió un incendio. Muchos de los edificios de arquitectura tradicional como las pallozas y otros edificios, que tenían los típicos teitos de paja de centeno y elementos de madera se perdieron. La reconstrucción se hizo rápida en un año, pero se llevó a cabo con materiales baratos como la pizarra; razón por la cual los teitos fueron sustituidos por tejados de pizarra y quedaron alterados los rasgos arquitectónicos típicos ancareses de la zona. Las restauraciones y remodelaciones posteriores de las casas han hecho perderse la mayor parte de los elementos tradicionales de los edificios del pueblo. No obstante, en la parte baja del pueblo se conservan algunos edificios de arquitectura tradicional, algunos deshabitados y otros en buen estado. 
Los principales monumentos del pueblo son los dos molinos hidráulicos, que servían para moler trigo y centeno para hacer pan. El mejor conservado de los dos es el que se encuentra en la ribera del río junto con la iglesia del pueblo de estilo tradicional ancarés.
El entorno natural es su principal atractivo. El pueblo se asienta en la falda occidental de la Sierra de los Ancares, y se encuentra enclavado en una zona de abundantes bosques de robles. El pueblo conecta con una pista de tierra que lleva al puerto de Cienfuegos y a las brañas del Cuadro, ya perteneciente al vecino valle de Fornela (Forniella en el dialecto leonés del valle vecino) en el actual municipio de Peranzanes.
En las inmediaciones del pueblo destaca una bella cascada y un terreno llano llamado las Nieres, donde se encontraban las huertas más productivas del pueblo. En los bosques, que rodean el pueblo, hay una gran riqueza faunística: corzos, rebecos, jabalíes y muchos más tipos de animales.

## Fiestas
La principal festividad es la de San Roque, el 16 de agosto. También son importante los Carnavales.